# Persailhorn
Persailhorn – szczyt w Alpach Berchtesgadeńskich, części Alp Bawarskich. Leży w Austrii, w kraju związkowym Salzburg, przy granicy z Niemcami.